# Roslyn Swartzman
Roslyn Swartzman (Montreal, 2 de agosto de 1931 – 5 de fevereiro de 2023) foi uma gravadora canadiana.
O seu trabalho está incluído nas colecções do Musée national des beaux-arts du Québec e da Galeria Nacional do Canadá.

## Morte
Swartzman morreu em 5 de fevereiro de 2023, aos 91 anos.